# Giesbergeria giesbergeri
Giesbergeria giesbergeri es una especie de  bacteria gramnegativa del género Giesbergeria. Fue descrita en el año 2006. Su etimología hace referencia al microbiólogo G. Giesberger. Anteriormente conocida como Aquaspirillum giesbergeri. Es aerobia y móvil por flagelos bipolares. Tiene un tamaño de 1-1,4 μm de diámetro, con forma de espiral. Catalasa positiva. Se ha aislado de aguas. 